# Jüdischer Friedhof (Dromersheim)

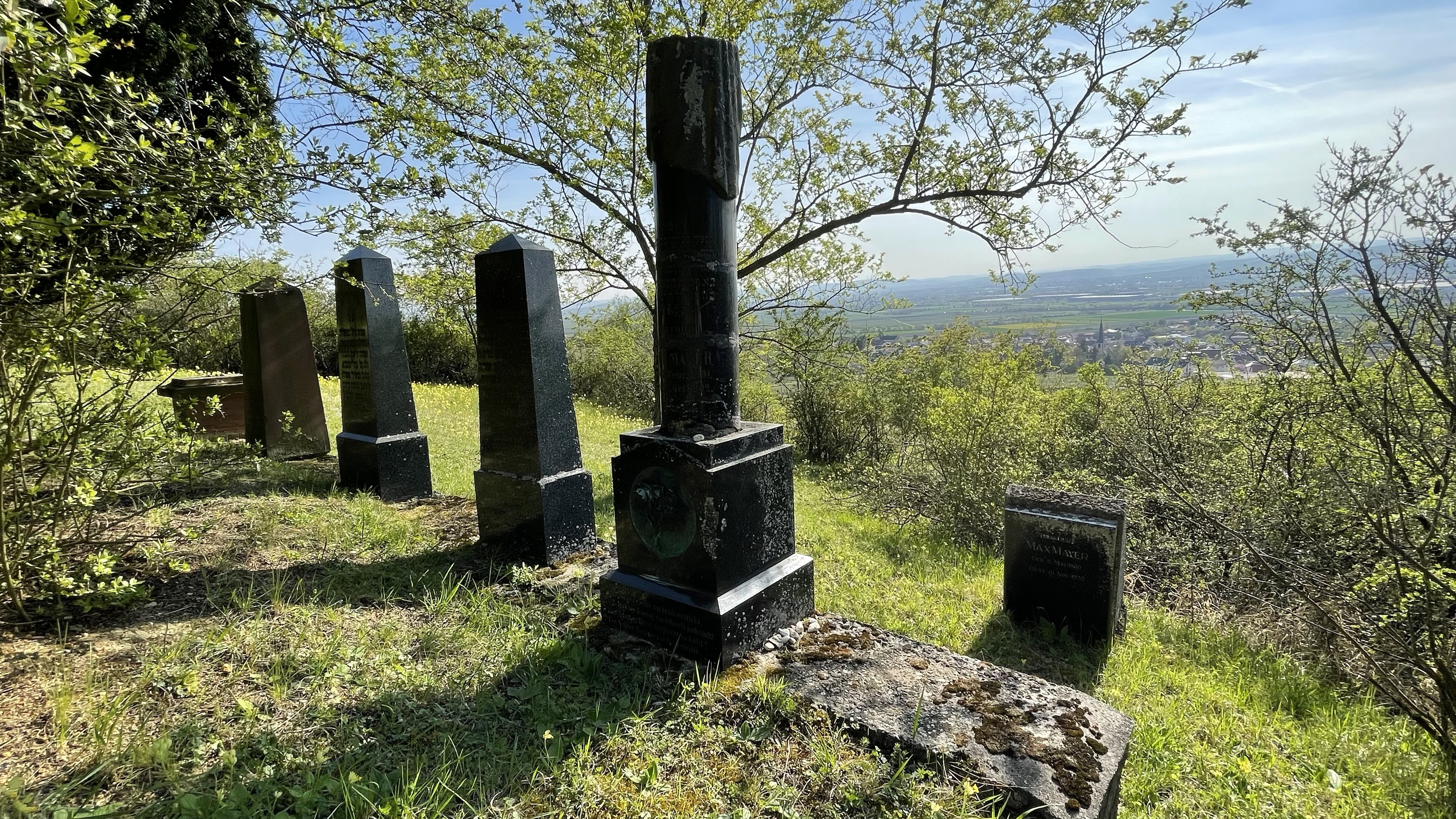
Jüdischer Friedhof in Dromersheim

Der jüdische Friedhof im Stadtteil Dromersheim von Bingen am Rhein im Landkreis Mainz-Bingen in Rheinland-Pfalz steht als Kulturdenkmal unter Denkmalschutz.
Der jüdische Friedhof liegt nordöstlich des Ortes am Jakobsberg in der Flur Auf dem Hörnchen. Auf dem 580 m² großen Friedhof, der um 1850 angelegt und vermutlich in der NS-Zeit weitgehend zerstört und abgeräumt wurde, sind zwölf auf Betonsockeln neu aufgestellte Grabsteine aus den Jahren 1888 bis 1932 erhalten.